# Muncak Kabau
Muncak Kabau is een bestuurslaag in het regentschap Ogan Komering Ulu van de provincie Zuid-Sumatra, Indonesië. Muncak Kabau telt 3614 inwoners (volkstelling 2010).